# Maesa alnifolia
Maesa alnifolia är en viveväxtart som beskrevs av William Henry Harvey. Maesa alnifolia ingår i släktet Maesa och familjen viveväxter. Inga underarter finns listade i Catalogue of Life.